# Nariyasu Yasuhara
Nariyasu Yasuhara (jap. 安原 成泰, Yasuhara Nariyasu; * 9. August 1968 in der Präfektur Aichi) ist ein ehemaliger japanischer Fußballspieler.

## Karriere
Yasuhara erlernte das Fußballspielen in der Schulmannschaft der Chukyo University Chukyo High School und der Universitätsmannschaft der Osaka University of Commerce. Seinen ersten Vertrag unterschrieb er 1991 bei Toyota Motors. Der Verein spielte in der höchsten Liga des Landes, der Japan Soccer League. Mit Gründung der Profiliga J.League 1992 und der damit verbundenen Neuorganisation des japanischen Fußballs wurde Toyota Motors zu Nagoya Grampus Eight. 1995 wechselte er nach Uruguay zu River Plate Montevideo. 1996 kehrte er nach Japan zurück und schloss sich dem Zweitligisten Honda FC an. Ende 1999 beendete er seine Karriere als Fußballspieler.